# Johnny Clegg
Jonathan „Johnny“ Clegg, OBE (* 7. Juni 1953 in Bacup bei Rochdale, Vereinigtes Königreich; † 16. Juli 2019 in Johannesburg) war Gitarrist, Sänger, Ethnologe, Tänzer und Komponist. Er lebte ab 1960 in Südafrika. Bekannt wurde er als Frontmann der Popmusik-Gruppen Juluka und Savuka.

## Biografie
Cleggs Vater war Jagdflieger bei der britischen Royal Air Force. Seine Eltern ließen sich früh scheiden, woraufhin seine Mutter mit ihm in ihre Heimat Rhodesien (heute Simbabwe) zurückkehrte. Dort lernte Clegg die Sprache der Ndebele. Cleggs Mutter heiratete einen südafrikanischen Journalisten und zog 1960 nach Johannesburg. Clegg studierte Ethnologie an der Universität von Witwatersrand und war etliche Jahre Dozent, gab aber 1982 die Lehrtätigkeit auf, um sich ganz der Musik zu widmen.
Mit 15 Jahren lernte Clegg in Soweto den Zulu Mntonanazo Mzila kennen, der ihn mit ritueller Musik und Tänzen vertraut machte. 1969 traf er in Johannesburg auf Sipho Mchunu und trat mit ihm als Johnny & Sipho auf, was wegen der Apartheidgesetze nur im privaten Rahmen oder in Kirchen und kleinen Clubs möglich war. 1976 veröffentlichten sie die ersten Singles, die in der Zulumusik und im westlichen Folk wurzelten. Während die Zensurbehörde die Liedtexte des Duos bannte, wurden sie zu populären Gestalten der Avantgarde, die in dem britischen Dokumentarfilm Rhythm of Resistance von 1978 gewürdigt wurden. 1981 spielten Clegg und Mchunu sowie die Vokalgruppe Ladysmith Black Mambazo für den Westdeutschen Rundfunk in Köln traditionelle afrikanische Musik ein.
Hilton Rosenthal, der künstlerische Direktor von CBS South Africa, bot Johnny & Sipho an, eine LP aufzunehmen. Hierfür holten sie noch vier weitere Musiker und Musikerinnen dazu. So entstand die erste „gemischtrassige“ Popgruppe Südafrikas, die sich Juluka (isiZulu für Schweiß) nannte und 1979 ihr erstes Album, Universal Men, herausbrachte. Die Musik des Sextetts fusionierte Rock mit Zulumusik. Julukas zweites Album, African Litany, erhielt zwei Goldene Schallplatten in Südafrika. 1983 fand Juluka mit dem Album Scatterlings international Beachtung. Der Titelsong handelt davon, dass jeder ein scatterling ist, ein Flüchtling und Heimatloser, weil die Menschheit aus Afrika stammt und sich in alle Winde zerstreut hat. Scatterlings of Africa ist auf dem Soundtrack von Rain Man vertreten. Als Sipho Mchunu 1984 seine Karriere als Berufsmusiker aufgab, löste sich Juluka auf.
Clegg formierte 1985 seine zweite multiethnische Band Savuka (dt. „Wir sind erwacht“), die er als Begleitband für seine Auftritte verstand. Als Kopf von Savuka strebte Clegg eine Mischung von Rock und Mbaqanga (Township Jive) an. 1987 erschien das Album Third World Child. Darauf befindet sich das Lied Asimbonanga, das dem damals in Gefangenschaft lebenden Nelson Mandela gewidmet ist. Das Album kam in Frankreich auf Platz 1 der LP-Hitparade und der französische Rockstar Renaud schrieb für Johnny Clegg & Savuka den Song Jonathan. Auch das Folgealbum Shadow Man von 1988 kam in die Spitze der französischen Charts und in der Schweiz auf Platz 4. Auch in den USA stieg es in die Charts ein.
Aufgrund des allgemeinen Boykotts gegen Südafrikas Apartheidregime konnte Clegg nicht am Nelson-Mandela-Geburtstagskonzert am 11. Juni 1988 in London teilnehmen. Nach der südafrikanischen Wende von 1990 wurde Clegg zum Mitbegründer der South African Musicians Alliance und engagierte sich auch in anderen Anti-Apartheid-Gruppen.
1990 war Clegg mit Savukas drittem Album Cruel, Crazy, Beautiful World und einer Liveshow auch in Deutschland erfolgreich. 1992 erschien in der Reihe World Network eine Doppel-CD mit Clegg-Aufnahmen. Ende 1992 und Anfang 1993 produzierte Clegg mit Unterstützung von Savuka und verschiedenen Studiogästen das Album Heat, Dust & Dreams, das sich mit der Ermordung seines Freundes Dudu Zulu und der Politik Südafrikas beschäftigt, in dem sich Afro-Pop mit indischen Ragas mischt. 1994 löste sich Savuka nach einer Deutschlandtournee auf. Clegg spielte mit Sipho Mchunu das Album Crocodile Love ein, das 1997 veröffentlicht wurde. Es beinhaltet das Stück Love Is Just a Dream, das auch als Single erschien. 1999 sang er auf einem Konzert in Frankfurt am Main Asimbonanga, als aus dem Hintergrund Nelson Mandela auf die Bühne trat und mittanzte.
2002 kam Cleggs erstes Soloalbum New World Survivor heraus, 2003 die Live-CD A South African Story, seine gleichnamige Bühnenshow sowie eine DVD-Kompilation von Johnny Clegg/Savuka/Juluka-Videos und Liveauftritten. Gemeinsam mit Weltstars trat er beim Aids-Konzert 46664 2003 auf (Wiederholungskonzerte 2005 und 2007). 2010 erschien das Album Human.
Ein weiteres Betätigungsfeld von Clegg waren Musik- und Tanzdokumentationen, die auf DVD erschienen.
Er litt seit 2015 an Bauchspeicheldrüsenkrebs. 2017/2018 unternahm er wegen seiner Erkrankung seine Final Tour, die er aus gesundheitlichen Gründen abbrechen musste. Er starb im Juli 2019 im Alter von 66 Jahren an den Folgen seiner Krebserkrankung in Johannesburg.
Sein Sohn Jesse Clegg (* 1988) tritt als Singer-Songwriter auf.

## Auszeichnungen
1991 erhielt Clegg den französischen Ordre des Arts et des Lettres. 1994 gewann er den Billboard Music Award für das beste Weltmusik-Album für Heat, Dust & Dreams.
Am 13. Juli 2007 bekam Johnny Clegg von der Witwatersrand-Universität in Johannesburg die Ehrendoktorwürde verliehen, und auch von der School of Law der City University of New York wurde ihm am 5. April 2011 die Ehrendoktorwürde verliehen. Außerdem erhielt er Ehrendoktorwürden vom Dartmouth College und von der University of KwaZulu-Natal. 2012 erhielt er den Ikhamanga-Orden in Silber. 2015 wurde er zum Officer of the Order of the British Empire (OBE) ernannt.

## Diskografie (Alben)

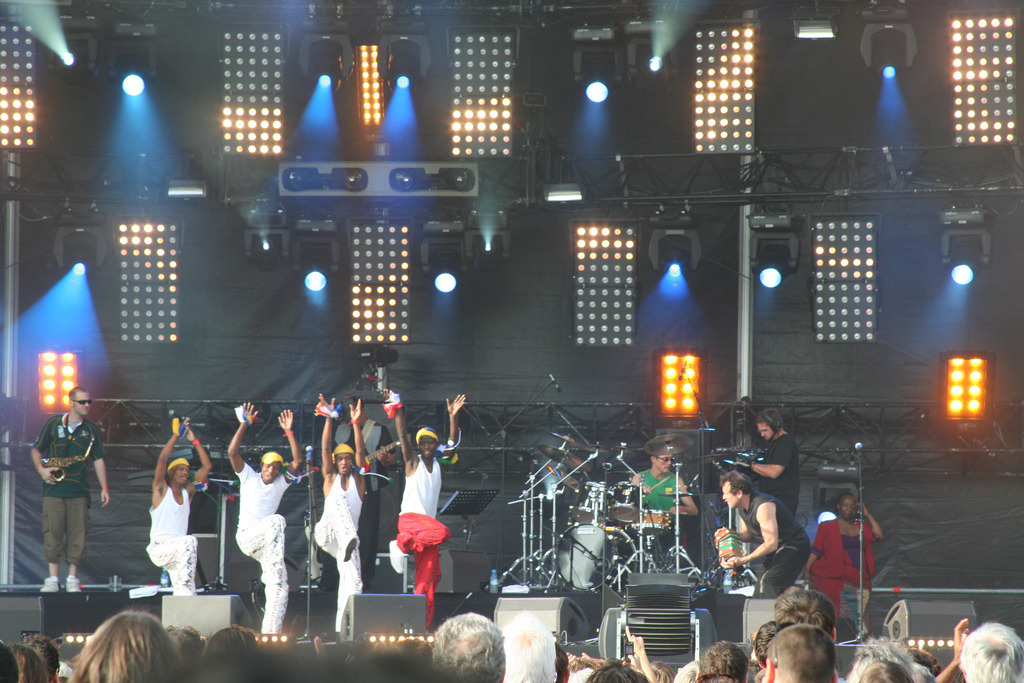
Johnny Clegg (rechts im Scheinwerferlicht), Paris 2007

### Mit Johnny & Sipho (Duo Juluka)
- 1978: The Cologne Zulu Festival (1992)
- 1981: African Litany
- 1997: Crocodile Love
- 1998: Le rock zoulou de Johnny Clegg & Sipho Mchunu

### Mit Juluka
- 1979: Universal Men
- 1982: Scatterlings (European version)
- 1982: Ubuhle bemvelo
- 1983: Work for All
- 1984: Musa ukugilandela
- 1984: Stand Your Ground
- 1984: The International Tracks
- 1991: Scatterlings of Juluka
- 1992: The Best of Juluka
- 1994: Live and Raritie
- 1996: A Johnny Clegg and Juluka Collection
- 1996: Scatterlings (US-Version)

### Mit Savuka
- 1985: The Johnny Clegg & Savuka (EP)
- 1985: Third World Child (CH: Platin)
- 1986: The Good Hope Concert
- 1988: Shadow Man
- 1990: Cruel Crazy Beautiful World
- 1993: Heat, Dust & Dreams
- 1994: In My African Dream
- 1997: The Very Best of Johnny Clegg & Savuka
- 2006: The Best of Johnny Clegg & Savuka – In My African Dream

### Solo
- 1999: The Johnny Clegg Anthology
- 2000: The Best of Juluka / Savuka featuring Johnny Clegg
- 2002: New World Survivor
- 2003: A South African Story – Live at the Nelson Mandela Theatre
- 2003: Live and More (DVD)
- 2003: Jane Goodall’s Wild Chimpanzees (Soundtrack)
- 2006: Heart of the Dancer (Remix)
- 2006: One Life (FR)
- 2007: Live at the Nelson Mandela Theatre (DVD)
- 2007: My Favorite Zulu Street Guitar Songs (DVD)
- 2010: Spirit Is the Journey (The Best of Celebrating 30 Years)
- 2010: Human
- 2017: King of Time

## Auszeichnungen für Musikverkäufe
| Platin-Schallplatte - Frankreich - 1988: für das Album Shadow Man | 3× Platin-Schallplatte - Frankreich - 1988: für das Album Third World Child |

Anmerkung: Auszeichnungen in Ländern aus den Charttabellen bzw. Chartboxen sind in ebendiesen zu finden.
| Land/RegionAuszeichnungen für Musikverkäufe (Land/Region, Auszeichnungen, Verkäufe, Quellen) | Gold     | Platin     | Verkäufe  | Quellen      |
| -------------------------------------------------------------------------------------------- | -------- | ---------- | --------- | ------------ |
| Frankreich (SNEP)                                                                            | —        | 4× Platin4 | 1.200.000 | infodisc.fr  |
| Schweiz (IFPI)                                                                               | 3× Gold3 | Platin1    | 125.000   | hitparade.ch |
| Insgesamt                                                                                    | 3× Gold3 | 5× Platin5 |           |              |

## Dokumentation
- Amine Mestari: Johnny Clegg – Der weiße Zulu, 53 Min., Frankreich, 2018[13]